# Arie Stoppelenburg
Arie Jan Willem Stoppelenburg (Lekkerkerk, 5 juli 1901 - Waalsdorpervlakte 23 februari 1942) was een Nederlandse verzetsstrijder tijdens de Tweede Wereldoorlog.
Stoppelenburg was vertegenwoordiger te Rotterdam. Hij maakte deel uit van de Schoemaker-groep rondom de Delftse professor Schoemaker. Op 25 juni 1941 werd hij gearresteerd wegens "samenstelling en verspreiding van "Vrij Nederland" en andere tegen Duitschland gerichte geschriften". Hij werd opgesloten in het Huis van Bewaring in Scheveningen (Oranjehotel) en werd gefusilleerd op de Waalsdorpervlakte. Stoppelenburg is begraven op het ereveld Loenen in Apeldoorn. Hij was getrouwd met Antoinetta Jacoba Magdalena van der Graaf.